# Le Défi (film, 1958)
Pour les articles homonymes, voir Le Défi.
Pour plus de détails, voir Fiche technique et Distribution.
Le Défi (titre original : La sfida) est un film italo-espagnol  réalisé par Francesco Rosi, sorti en 1958.

## Synopsis
Vito Polara vit dans l'un des nombreux quartiers pauvres de Naples, où les signes des bombardements de la Seconde Guerre mondiale sont encore évidents. Pour survivre, il pratique la contrebande de cigarettes avec Gennaro et Raffaele. Les membres décident d'acheter, pour payer la location du camion, un chargement de citrouilles et de courgettes auprès des agriculteurs.
Vito commence par se fâcher, mais se rend vite compte que les chances des deux partenaires peuvent devenir très intéressantes. Il intervient pour modifier le prix de vente et quadrupler son revenu, puis décide de mettre fin à la contrebande de cigarettes et de créer une nouvelle entreprise : le commerce de fruits et légumes. Louer une voiture avec ses amis pour partir à la recherche de paysans qui vendent leurs produits dans l'arrière-pays napolitain.
Beaucoup, cependant, refusent de vendre au premier qui passe, à l'exception d'un certain Antonio, qui disparaît cependant, enlevé par les hommes d'un patron local. Vito, qui ignore les règles du crime paysan, approché par l'un des hommes du chef, décide de le rencontrer. La réunion a lieu dans la cour de la trattoria du village, où don Salvatore Aiello, en compagnie de ses affiliés, attend pour le déjeuner de la fête de la ville. Vito, en revoyant Antonio, le paysan qui lui avait précédemment donné le droit de vendre ses produits, va à sa rencontre et lui enjoint de tenir son engagement. Dans la bagarre qui s'ensuit, Don Salvatore Aiello dégaine son arme à feu seule l'intervention de son frère Ferdinando évite le pire.
Don Salvatore quitte les lieux pendant que son frère tente de convaincre Vito de réfléchir à ses choix. La procession locale interrompt la discussion, mais Vito a maintenant compris qu'il devait accepter les règles de don Aiello. Quelque temps après, du balcon de la maison, il remarque les attentions d'une fille du quartier, Assunta. Elle l'attire aux terrasses de la maison où ils sont découverts par leur mère et une blanchisseuse. Vito promet de l'épouser et le fera quelles que soient les dépenses, grâce au poste qu'il a créé depuis sa collaboration avec Aiello.
Lors d'une réunion avec Aiello et ses hommes, il a été décidé que pendant une semaine, les marchandises ne devraient pas être chargées pour les marchés des fruits et légumes, afin d'augmenter leur prix. Vito est en désaccord parce qu'entre-temps, il est endetté pour le mariage à venir, mais son opinion n'est pas prise en compte par les autres. Il décide également de charger les marchandises à l'insu de tout le monde. son ingéniosité l'a amené à s'opposer pour la deuxième fois à don Salvatore Aiello.
Le jour du mariage, Ferdinando et Salvatore Aiello et tous ses hommes ont disparu. C'est le signal que la sentence a été émise. Pendant le banquet, Vito est informé que le chargement de tomates a été bloqué par les hommes de Don Salvatore. Il quitte le banquet et se dirige vers la campagne où, après une rude bataille, il réussit à libérer le camion et à l'emmener au marché des fruits et légumes. Mais s'y trouve aussi Salvatore Aiello, qui cette fois l'abat immédiatement, devant Assunta et de nombreux témoins.

## Fiche technique
- Titre français : Le Défi
- Titre original : La sfida
- Réalisation : Francesco Rosi
- Scénario : Suso Cecchi D'Amico, Francesco Rosi et Enzo Provenzale
- Décors : Franco Mancini
- Costumes : Marilù Carteny
- Photographie : Gianni Di Venanzo
- Son : Obidio Del Grande
- Montage : Mario Serandrei
- Musique : Roman Vlad
- Production : Franco Cristaldi
- Société(s) de production :  Italie Lux Vides (Cinecittà) ;  Espagne Sueva Film (Madrid)
- Société de distribution : Lux Film
- Pays d'origine :  Italie |  Espagne
- Langue : Italien
- Format : Noir et blanc - 35 mm - Mono
- Genre : Film dramatique
- Date de sortie :
  - Italie : 6 septembre 1958
  - France : 13 juillet 1960
- Durée : 87 minutes

## Distribution
Sauf indication contraire, les informations mentionnées dans cette section peuvent être confirmées par la base de données cinématographiques IMDb,  présente dans la section « Liens externes ».
- José Suárez : Vito Polara
- Rosanna Schiaffino : Assunta
- Nino Vingelli : Gennaro
- Decimo Cristiani : Raffaele
- José Jaspe : Ferdinando Ajello
- Tina Castigliano : Mère de Vito
- Pasquale Cennamo : don Salvatore Ajello
- Elsa Valentino Ascoli : Mère d'Assunta
- Ubaldo Granata : Califano
- Ezio Vergari : Antonio

## Autour du film
Une partie des scènes du film a été tournée dans le vieux court de pelote basque (Sferisterio Partenopeo) de Naples.